# Пушняков Анатолій Савватійович
Анатолій Савватійович Пушняков (3 березня 1954, Кодима, Одеська область — 17 листопада 2021) — український військовик. Генерал-лейтенант. Заступник командувача Західного оперативного командування. Командир українського миротворчого контингенту, одночасно заступник командира багатонаціональної дивізії «Центр Південь» в Іраку. З 6 травня 2014 року по 13 січня 2016 року — Командувач Сухопутних військ Збройних Сил України.

## Біографія

Могила Анатолія Пушнякова, Байкове кладовище

Народився 3 березня 1954 року у смт Кодима на Одещині. У 1975 році закінчив Харківське гвардійське вище танкове командне училище, Військову академію бронетанкових військ ім. Р. Малиновського (1987), Національну академію оборони України (2000).
Проходив службу на посадах командира танкового взводу та командира танкової роти мотострілецького полку, начальника штабу — заступника командира танкового батальйону. Був направлений для подальшого проходження служби до Афганістану. Після закінчення Військової академії бронетанкових військ продовжував службу на посадах командира танкового батальйону, начальника штабу — заступника командира танкового полку, командира танкового полку, начальника штабу — заступника командира механізованої дивізії та командира дивізії.
Після закінчення Національної академії оборони України обіймав посаду начальника штабу — першого заступника командувача корпусу Південного оперативного командування, з 2002 р. — командувач 32-го армійського корпусу. У 2004 р. — перший заступник командувача військ Західного оперативного командування.
З 07.2005 — 12.2005 — Командир українського миротворчого контингенту, одночасно заступник командира багатонаціональної дивізії «Центр Південь».
З березня 2006 по травень 2007 р. — начальник Головного управління особового складу — заступник начальника Генерального штабу Збройних Сил України.
З 2007 по 2009 р. — заступник командувача Сухопутних військ Збройних Сил України з бойової підготовки — начальник управління бойової підготовки.
З 2009 р. — перший заступник командувача СВ ЗС України.
З 2014 року командувач СВ ЗС України.
Пушняков подав у відставку, а його рапорт задовольнив міністр оборони України Степан Полторак. 13 січня 2016 року Президент України Петро Порошенко звільнив Анатолія Пушнякова з посади командувача Сухопутних військ Збройних сил України (указ № 4 від 13.01.2016).
Помер на 68-му році життя 17 листопада 2021 року. Похований на Байковому кладовищі (ділянка № 33).

## Нагороди та відзнаки
- Орден Червоної Зірки
- Повний лицар ордена Богдана Хмельницького (орден І ступеня — 2015[6], ІІ ступеня — 2013[7], ІІІ ступеня — 2005[8])
- Медаль «За військову службу Україні» (30 вересня 1997)[9]
- Відзнаки Міністерства оборони України «Іменна вогнепальна зброя»[10], «Доблесть і честь», «Знак пошани»